# Nick Discepola
 (janvier 2014).
Si vous disposez d'ouvrages ou d'articles de référence ou si vous connaissez des sites web de qualité traitant du thème abordé ici, merci de compléter l'article en donnant les références utiles à sa vérifiabilité et en les liant à la section « Notes et références ».
Nunzio (Nick) Discepola, né le 27 novembre 1949 à Avellino en Italie, et mort le 21 novembre 2012 , était un homme d'affaires, maire et député québécois. 

## Biographie
Nunzio Discepola est entrepreneur en services informatiques. il fut maire de la ville de Kirkland, située sur l'île de Montréal, de 1989 à 1993. Il est élu pour la première fois à la Chambre des communes du Canada lors des élections de 1993 dans la circonscription fédérale de Vaudreuil. Réélu en 1997 et en 2000 dans la circonscription de Vaudreuil-Soulanges, il est défait par la bloquiste Meili Faille lors des élections de 2004, dans la foulée du Scandale des commandites. Durant son passage à la Chambre des communes, il est secrétaire parlementaire du Solliciteur général et vice-président du comité des finances,.